# Galleria mellonella
La polilla de la cera, cuya larva es conocida como gusano de la cera  (Galleria mellonella), es una especie de insecto lepidóptero del suborden Glossata y del clado Ditrysia. Se originó en el Viejo Mundo y ha sido introducida a otras partes con colmenas de abejas. Hoy en día alcanza una distribución mundial. Llega a ser una plaga agrícola en las colmenas de abejas melíferas.
En 2017, un equipo internacional de investigadores dirigido por la Dra. Federica Bertocchini, descubrieron que larvas pueden degradar el polietileno (PE), hecho que fue objeto de una publicación en la revista científica Current Biology.
Esta innovadora noticia ha allanado el camino para nuevas soluciones de gestión de residuos plásticos a través del bio-reciclaje/reciclado/degradación. Investigaciones recientes de la Dra. Federica Bertocchini, en su laboratorio de Madrid, demuestran que las enzimas contenidas en la saliva de las larvas de la polilla de la cera pueden oxidar y despolimerizar temperatura ambiente y pH neutro, en pocas horas, el polietileno (PE). El polietileno es uno de los plásticos más difíciles de descomponer, y a su vez uno de los más producidos y robustos, derivado de la poliolefina. El CSIC/CIB y la empresa española Plasticentropy S.L. en Madrid están realizando investigaciones para determinar cómo se pueden utilizar las enzimas de estas orugas para implementar una solución tecnológica y industrial que biodegrade el exceso de residuos plásticos en el mundo.

## Descripción
Mariposa de constitución ancha y robusta y color de base marrón con irisaciones plomizas. En el margen de las alas presenta flecos con matices clarooscuros, y en la mitad inferior algunas líneas negras longitudinales. Las alas posteriores son de color gris claro, con nervaciones sobresalientes.

## Hábitat
La mariposa y su oruga habitan en recintos coloniales con panales de abejas. La oruga se alimenta de cera de abeja.